# Beiserohl
Beiserohl ist eine Hofschaft in Halver im Märkischen Kreis im Regierungsbezirk Arnsberg in Nordrhein-Westfalen (Deutschland).

## Lage und Beschreibung
Beiserohl liegt auf 346 Meter über Normalnull nordwestlich des Halveraner Hauptortes am Schmalenbach, ein Zufluss des Löhbachs, der wiederum ein Zufluss der Ennepe ist. Der Ort ist über Nebenstraßen erreichbar, die von der Bundesstraße 229 oder der Landesstraße 528 abzweigen und weitere Nachbarorte anbinden. Diese sind das nahe Beisen, Brenscheid, Löhrmühle, Eversberge und Auf den Kuhlen. Nördlich steigt das Gelände zu dem 401 Meter hohen Brenscheider Berg an.

## Geschichte
Beiserohl wurde erstmals 1635 urkundlich erwähnt, die Entstehungszeit der Siedlung ist vermutlich nur wenig älter und wird auf 1600 datiert. Beiserohl war ein Abspliss der Hofschaft Beisen.
1818 lebten fünf Einwohner im Ort. Laut der Ortschafts- und Entfernungs-Tabelle des Regierungs-Bezirks Arnsberg wurde Beiserohl unter dem Namen Beiser Ohl als Kotten kategorisiert und besaß 1838 eine Einwohnerzahl von elf, allesamt evangelischen Glaubens. Der Ort gehörte zur Eickhöfener Bauerschaft innerhalb der Bürgermeisterei Halver und besaß ein Wohnhaus.
Das Gemeindelexikon für die Provinz Westfalen von 1887 gibt eine Zahl von zwölf Einwohnern an, die in zwei Wohnhäusern lebten.